# Hayden Godfrey
Hayden Godfrey (ur. 15 grudnia 1978 w Hokitika) – nowozelandzki kolarz torowy i szosowy, mistrz świata w kolarstwie torowym.

## Kariera
Największym sukcesem Haydena Godfreya jest zdobycie złotego medalu w omnium na mistrzostwach świata w Manchesterze w 2008 roku, gdzie bezpośrednio wyprzedził Australijczyka Leigh Howarda i Białorusina Alaksandra Lisouskiego. W 2004 roku brał udział w igrzyskach olimpijskich w Atenach, zajmując dziesiąte miejsce w drużynowym wyścigu na dochodzenie. Rok później, na igrzyskach Oceanii w 2005 roku Nowozelandczyk zdobył złoty medal w wyścigu na 1 km. Ponadto podczas igrzysk Wspólnoty Narodów w Melbourne wspólnie z Timem Gudsellem, Peterem Lathamem i Markiem Ryanem zdobył brązowy medal w drużynowym wyścigu na dochodzenie. Godfrey jest także wielokrotnym medalistą mistrzostw krajowych, zarówno w kolarstwie szosowym jak i torowym. Tytuł szosowego mistrza zdobył w 2005 roku, a rok później zdobył złoto w scratchu.